# Secessió de Viena

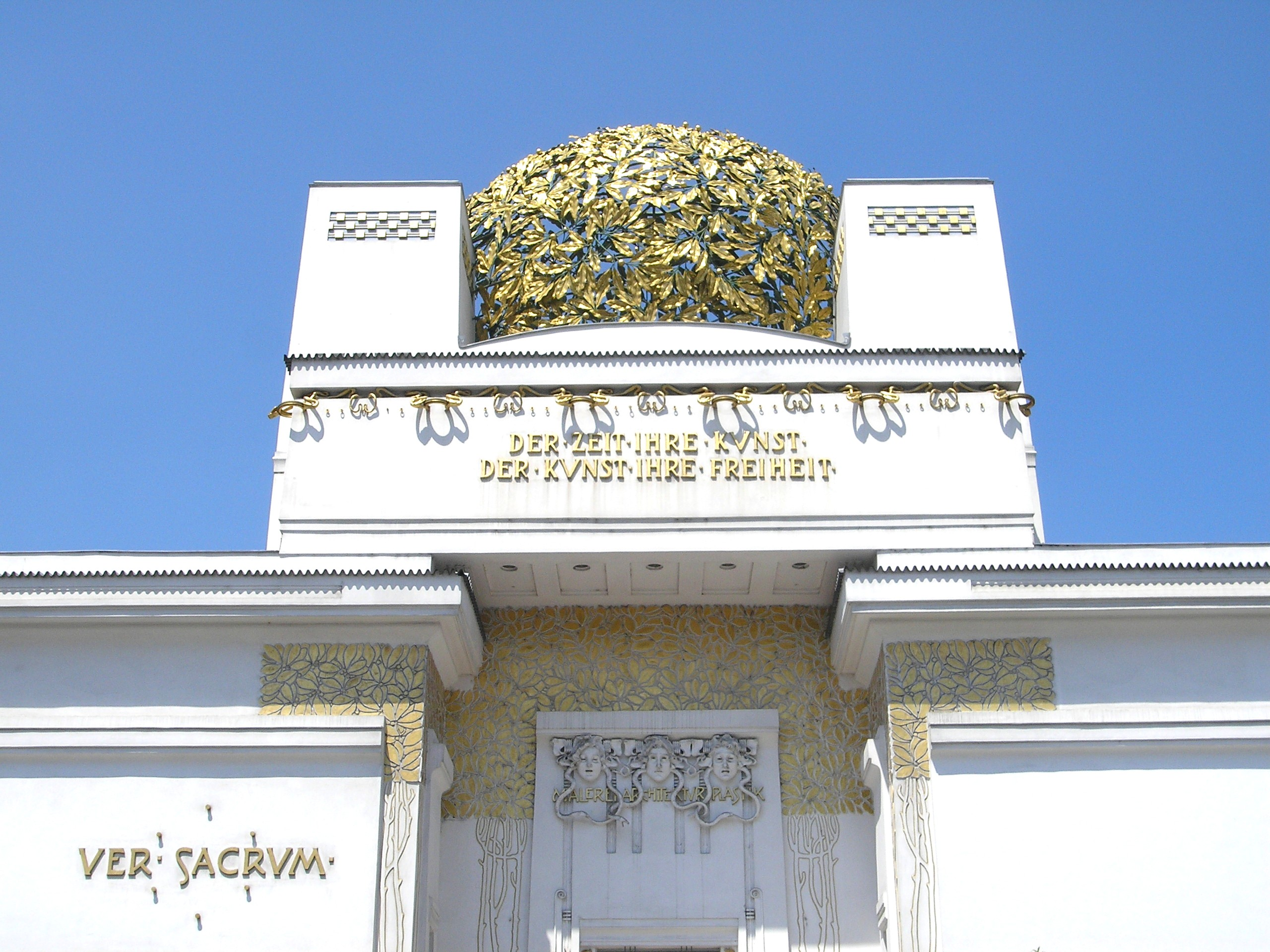
Detall del Pavelló de la Sezession

La Secessió de Viena, Sezession o Sezessionsstil, forma part del moviment anomenat Art Nouveau que a Catalunya es va denominar modernisme. Fou fundada el 1897 a partir d'una “secessió” de 19 artistes vienesos que havien abandonat l'Associació dels artistes de Belles Arts a Àustria.

## Història
La Secessió vienesa es fundà el 3 d'abril del 1897 per artistes com ara Gustav Klimt, Koloman Moser, Josef Hoffmann, Joseph Maria Olbrich, Max Kurzweil, Otto Wagner, i d'altres. Els artistes secessionistes es queixaven del conservadorisme predominant en la Viena Künstlerhaus (Acadèmia de Belles Arts), amb la seua tradicional orientació cap a l'historicisme. Els moviments secessionistes de Berlín i de Múnic havien precedit la Secessió de Viena, que no organitzà la seua primera exposició fins al 1898.
També el 1898, el pavelló d'exposicions de la Secessió fou construït prop de la vienesa Karlsplatz. Dissenyat per Joseph Maria Olbrich, l'edifici aviat esdevingué conegut simplement com la Secessió (die Sezession), encara que popularment rebé el nom de Col d'Or.

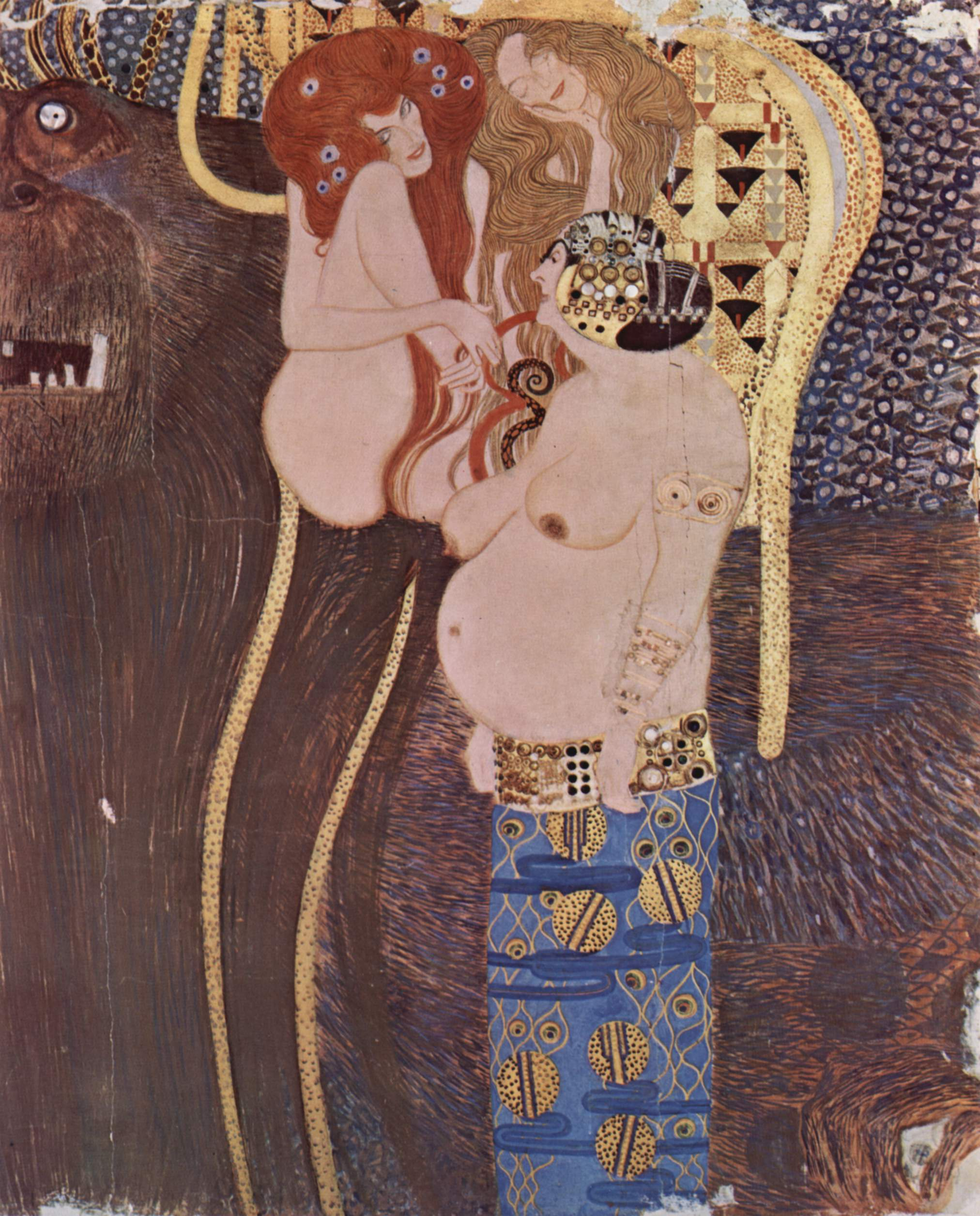
Els frisos de Beethoven, de Gustav Klimt, s'alberguen a la planta baixa del pavelló de la Secessió.

El grup guanyà un crèdit considerable per la seua política d'exposicions, gràcies a les quals els impressionistes francesos foren molt coneguts entre el públic vienès. La catorzena exposició de la Sezession, dissenyada per Josef Hoffmann i dedicada a Ludwig van Beethoven fou especialment reeixida. Una estàtua de Beethoven de Max Klinger resta al centre de l'edifici, amb un famós fris de Klimt al seu voltant.
El 1903, Hoffmann i Moser fundaren la Wiener Werkstätte com una societat de belles arts amb l'objectiu de reformar les arts aplicades.
El 14 de juny del 1905, Gustav Klimt i altres artistes abandonaren la Secessió vienesa per discrepàncies respecte a determinats conceptes artístics.

## Estil
A diferència d'altres moviments, no hi ha un únic estil que uneixi el treball de tots els artistes secessionistes. El pavelló de la Secessió podria considerar-se la icona del moviment. Sobre la porta d'entrada d'aquest, fou gravat el rètol que diu "Der Zeit ihre Kunst, der Kunst ihre Freiheit", ço és, A cada temps el seu art, i a cada art la seua llibertat. Cal dir que la tipografia secessionista és un element determinant: li donen gran importància a la lletra, que té un valor formal, compositiu i comunicatiu.
En tant que projecte de renovació artística, tractava de renovar els estils del passat davant l'empenta de la producció industrial, que estava despullant estructuralment i estètica la realitat de l'art i la societat de l'època.

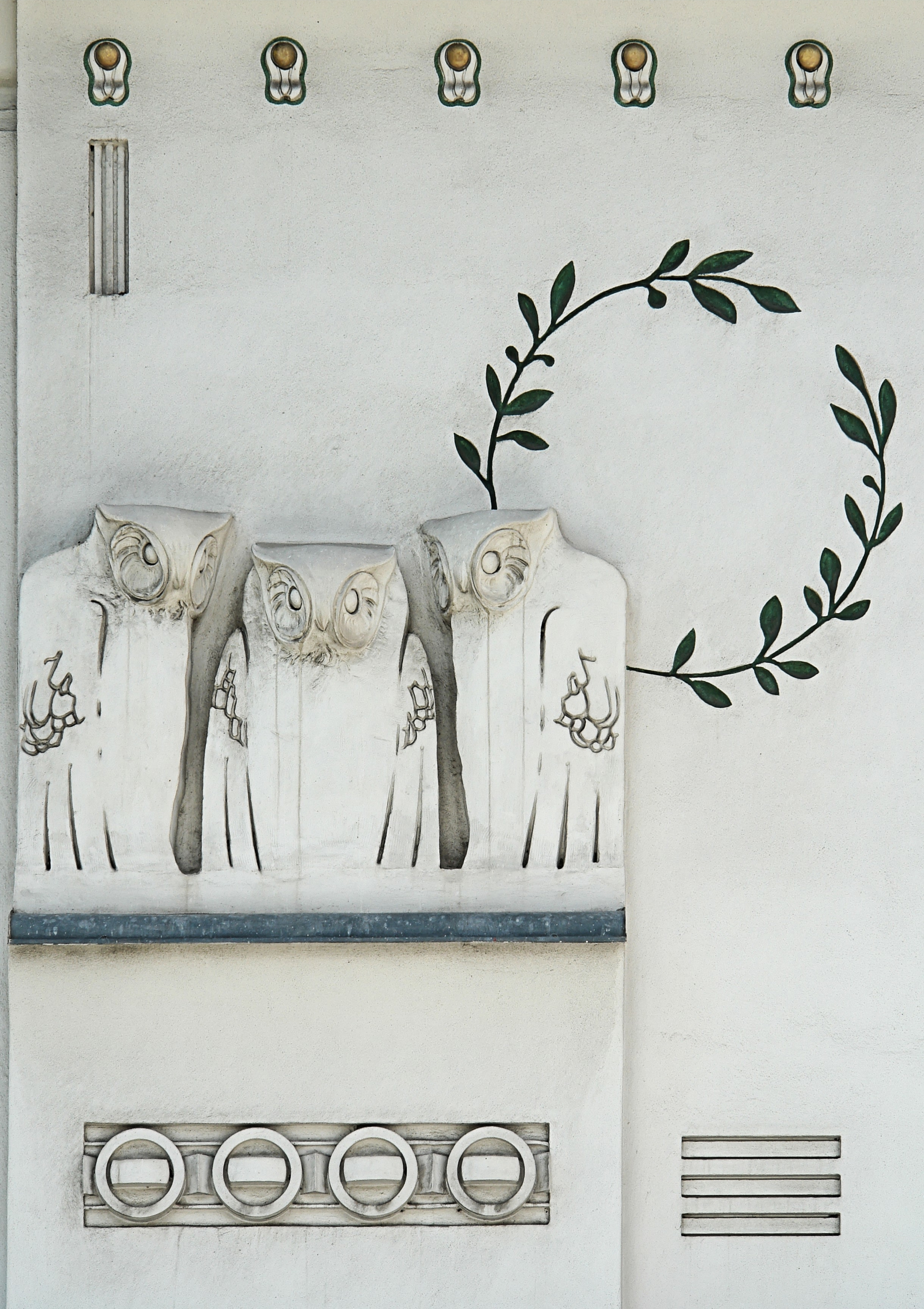
Òlibes Jugendstil - Detall de la façana del pavelló de la Secessió vienesa. Dibuixos atribuïts a Koloman Moser.

Els artistes secessionistes es preocupaven, per damunt de tot, d'explorar les possibilitats de l'art més enllà de la tradició acadèmica. Volien crear un nou estil que res no li deguera a la influència històrica. En aquest sentit, s'emmarcaven dins l'esperit vienès iconoclasta de canvi de segle, moment en què Freud publicà els seus primers escrits.
L'estil secessionista era exposat en una revista produïda pel grup i anomenada Ver Sacrum, que dissenyava decoratius cartells propis d'aquest període.
Encara que la Sezession se sol adscriure al modernisme, cal assenyalar que presenta importants diferències amb el coetani Art Nouveau i amb altres estils semblants a aquest (el Liberty o floreale italià o el modernisme espanyol, per exemple); en la Sezession, encara que es busca l'elegància, predomina la sobrietat formal, i fins i tot certa severitat.
La decoració és modernista, però ni orgànica ni naturalista, sinó estilitzada i abstracta. Els treballs són molt estructurats, i s'hi dona molta importància a l'ordre, l'equilibri i la geometrització (el quadrat i el cub són repetits contínuament). En molts aspectes, pel seu rupturisme, la Sezession ja es pot incloure dins l'avantguardisme.

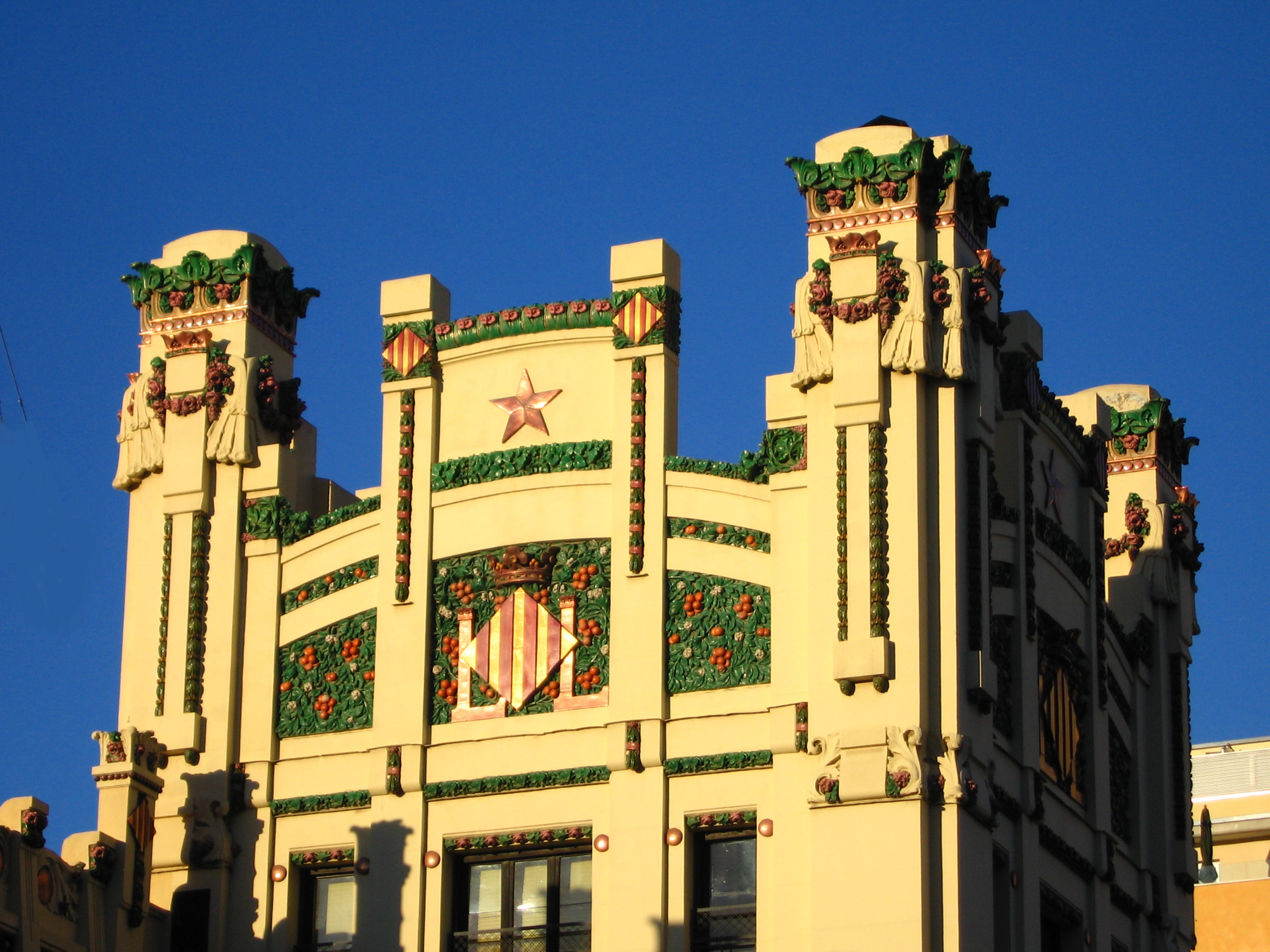
Detall de la façana de l'estació del Nord de València, de Demetri Ribes, en estil Sezession (1906)

Els arquitectes secessionistes sovint decoraven la superfície dels edificis amb ornamentació lineal amb estil d'anguila. La Majolika Haus d'Otto Wagner a Viena (1898) és un exemple significatiu de l'ús d'aquestes línies.
La manera clàssica que tenia Wagner de modificar la decoració modernista no trobà suport dins el seu grup d'alumnes, que acabaren per trencar amb els secessionistes. El 1903, es forma un nou agrupament d'artistes: els anomenats Wiener Werkstätten o Tallers Vienesos, format per Gustav Klimt, Egon Schiele, Oskar Kokoschka i d'altres, com ara l'arquitecte Josef Hoffmann, que té al Palau Stoclet de Brussel·les (1905) la seua principal realització.